# Pabellón de Pica
Pabellón de Pica es un poblado ubicado a 80 km al sur de Iquique en la Región de Tarapacá, Chile.
Tuvo su mayor importancia durante la Era del Guano, durante la cual se extrajo el fertilizante natural para ser exportado a Europa y los Estados Unidos. Hasta la Guerra del Pacífico perteneció a Perú, como parte de la provincia de Iquique, siendo cedida a Chile en el Tratado de Ancón en 1883.

## Geografía

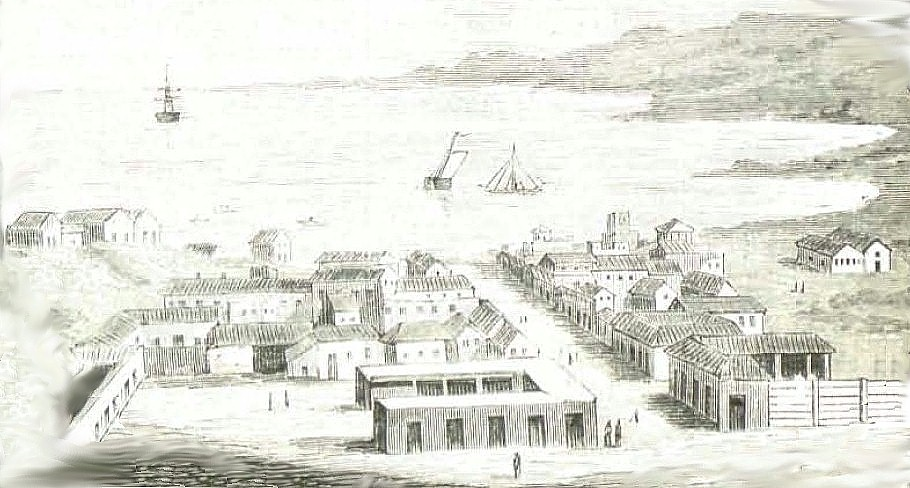
Pabellón de Pica, en un grabado de 1876 publicado por La Ilustración Española y Americana.

Un informe de la Oficina Hidrográfica de Chile de agosto de 1879 (antes del desembarco chileno en Pisagua), la califica como caleta huanera habilitada, con una población de 4025 en 1862 y 8236 habitantes en 1876: 1  y la describe sucintamente como:
A los 20° 57' de latitud S se encuentra el promontorio de Pabellón de Pica, que forma por el norte la caleta de Pica, donde existe una próspera población ocupada en el cargío de guano, cuya materia existía allí en abundancia y se esplota hoi en gran escala desde que menguó el de las islas Chinchas. La caleta es desprovista de recursos propios, lo mismo que  los caminos que se dirigen a las salitreras del interior.
En la página 27, el informe continua con una cita, al parecer, de un proyecto del gobierno peruano:
... pero a la latitud de 20°58' entra en el mar el gran Pabellón de Pica. Su dirección es casi perpendicular del NO. a 1as montañas vecinas, i su forma jeneral es un inmenso cono de 320 metros de altura, con una cima de peñas.
Entonces se dividía la caleta de norte a sur en zonas: Cueva, Guardián, San Lorenzo, Infiernillo, Barlovento, Tigre y Rinconada

## Historia
En 1712 el ingeniero francés Amédée-François Frézier, embarcado en el navío San José mencionó un «pequeño islote llamado el Pavellón»: 16  cuyo nombre, según Zolezzi, provendría de "farellón". 
La explotación del guano fue hecha ya por los españoles y su producto era llevado a los valles de Ilo y Arica.: 17 
Frente a la caleta se enfrentaron en 1836 durante la Guerra entre Salaverry y Santa Cruz la goleta Yanacocha y el bergantín salaverrista Arequipeño y pese a la derrota de la primera, se estableció la creación de la Confederación Perú-Boliviana que finalmente fue disuelta tras la Guerra de la Confederación.: 19 
Cuando el gobierno del Perú ordenó la expulsión de los chilenos, los trabajadores chilenos debieron buscar refugio en las barcas y pontones de la caleta donde esperaban poder comprar pasaje en alguna nave que los llevase al sur.
Al comienzo de la guerra, durante la campaña naval de la Guerra del Pacífico, la estrategia chilena perseguía impedir las exportaciones peruanas para ahogar su economía y de esa manera obligar a la flota peruana a enfrentar a la chilena. Para ello se bloqueó el puerto de Iquique y se destruyeron las instalaciones portuarias necesarias para la carga del guano. Así ocurrió en Pabellón de Pica tras el combate naval de Chipana.: 215 